# خوان بوستوس (لاعب كرة قدم)
خوان بوستوس (بالإسبانية: Juan Bustos Golobio)‏ هو لاعب كرة قدم كوستاريكي في مركز الوسط، ولد في 9 يوليو 1992 في Nicoya (canton) ‏ في كوستاريكا. شارك مع منتخب كوستاريكا تحت 17 سنة لكرة القدم ومنتخب كوستاريكا تحت 20 سنة لكرة القدم ومنتخب كوستاريكا لكرة القدم. أما مع النوادي، فقد لعب مع ديبورتيفو سابريسا ونادي كارتاهينيس.

## وصلات خارجية
- Juan Bustos Golobio على موقع الاتحاد الدولي (مؤرشف)  (الإنجليزية)
- Juan Bustos Golobio على موقع قاعدة بيانات كرة القدم.إي يو (الإنجليزية)
- Juan Bustos Golobio على موقع ناشيونال فوتبول تيمز (الإنجليزية)
- Juan Bustos Golobio على موقع Soccerway.com (الإنجليزية)
- Juan Bustos Golobio على موقع عالم كرة القدم.نت (الإنجليزية)